# Страх (фільм, 1986)
«Страх» — радянський художній фільм 1986 року режисера Гунарса Цилінскіса, екранізація однойменного роману Володимира Кайякса.

## Сюжет
Пролог: 1955 року, Латвія. Голова колгоспу просить селянина Петертале переїхати в новий будинок, звільнивши старий будинок, навіть не підозрюючи про таємниці цього старого будинку, колись відбулися в його стінах трагічні події, і десять років страху його господаря…
Весна 1945 року, останні дні Великої Вітчизняної війни. У загубленій в лісах сільській садибі латиського селянина Петертале йде тихе життя, але ця ізольованість від зовнішнього світу лише видимість — в цих місцях кипить Курляндський котел, і результат війни вже не викликає сумніву, адже Карліс — син Петертале, служить німцям… Цього часу дочка Петертале Алда знаходить і приховує в будинку пораненого радянського парашутиста, і батько задоволений — йому буде чим виправдатися коли повернеться Червона армія. Раптово з'являється Карліс, і повідомляє, що в село йдуть німці. У припадку страху Петертале з сином вбивають пораненого і замуровують труп в піч. Алда божеволіє, а над будинком на довгі роки повисає загроза викриття й очікування години відплати.

## У ролях
- Едуардс Павулс — Петертале
- Андріс Берзіньш — Вілніс
- Зане Янчевська — Алда
- Іварс Браковскіс — Карліс
- Айгарс Вілімс — Ієвайнотайс
- Олга Дреге — Мілда
- Улдіс Думпіс — Роде, начальник повітової поліції
- Валдемарс Зандбергс — лісник
- Карліс Зушманіс — бригадир
- Леонідс Грабовскіс — епізод
- Ріхард Рудакс — епізод
- Даце Еверса — епізод

## Знімальна група
- Режисер — Гунарс Цилінскіс
- Сценарист — Володимир Кайякс
- Оператор — Мікс Звірбуліс
- Композитор — Імант Калниньш
- Художник — Інара Антоне